# Solanum pubigerum
Solanum pubigerum är en potatisväxtart som beskrevs av Michel Félix Dunal. Solanum pubigerum ingår i släktet skattor som ingår i familjen potatisväxter. Inga underarter finns listade i Catalogue of Life.